# Alexandra Moreno Piraquive
Alexandra Moreno Piraquive (Bogotá, 23 de agosto de 1969) es una abogada, política, diplomática y empresaria colombiana.
Fue cofundadora y presidente del Movimiento MIRA; desde el 2002 se desempeñó como senadora en el Congreso de Colombia y fue elegida la segunda vicepresidenta del Senado para el periodo 2010-2011. En mayo de 2019 fue designada cónsul de Notaría, Supervivencias y Tarjeta Consular de Colombia en Nueva York.

## Biografía
Nacida en Bogotá. Graduada del Colegio Marillac, posteriormente estudió Derecho con especialización en Derecho Comercial en la Universidad Santo Tomás, se especializó en Gestión de Entidades Territoriales en la Universidad Externado de Colombia donde también hizo la especialización en Derecho Financiero y Bursátil, es especialista en Alta Gerencia de la Defensa Nacional de la Universidad Militar Nueva Granada. Realizó un diplomado en Gestión Social y en Derecho Constitucional en la Universidad Javeriana. Tiene un magíster en Derecho Económico de la Pontificia Universidad Javeriana, es magíster en Derecho Internacional y Derechos Humanos del Instituto Europeo Campus Stellae, y es magíster en Gobernabilidad y Democracia de la Universidad Santo Tomás.
Fue abogada litigante independiente entre 1999 y 2001. Desde 2019 trabaja en el Consulado de Colombia en Nueva York.

### Carrera política
En el año 2000 lideró junto con Carlos Alberto Baena la fundación del Movimiento MIRA, siendo su vicepresidenta desde el 2000 hasta el 2003 y presidenta de 2003 hasta el 2008, siendo una de las pocas mujeres que ha dirigido un partido político en la historia de Colombia.
En las elecciones legislativas de 2002, Alexandra Moreno encabezó la lista de su movimiento al Senado, y obtuvo un escaño con 81 061 votos, siendo así, la mujer más votada para el Congreso en esa elección. En las elecciones legislativas de 2006 y 2010 obtuvo en lista cerrada 237 512 y 324 109 votos respectivamente.
En su rol de Senadora de Colombia, fue:
- Segunda Vicepresidente del Senado de 2010 a 2011.
- Vicepresidente de la Comisión II, Comisión Constitucional Permanente de Relaciones Exteriores, Defensa y Seguridad Nacional del Senado.
- Presidente de la Comisión Especial de Vigilancia y Seguimiento del Organismo Electoral del Senado.
- Presidente de la Comisión de Seguimiento a la Agenda Interna.
- Presidente de la Subcomisión Accidental del Área de Libre Comercio de las Américas

#### Normas de su autoría
En el legado legislativo de Alexandra Moreno Piraquive fue la autora de las siguientes leyes:
- Ley 940 de 2005: Requisitos para el desempeño de cargos en la jurisdicción penal militar.
- Ley 947 de 2005: Seguimiento a los tratados internacionales suscritos por Colombia.
- Ley 991 de 2005: Asesoría jurídica y asistencia social en los consulados.
- Ley 1146 de 2007: Por medio de la cual se expiden normas para la prevención de la violencia sexual y atención integral de los niños, niñas y adolescentes abusados sexualmente.
- Ley 1251 de 2008: Normas tendientes a procurar la protección, promoción y defensa de los derechos de los adultos mayores.
- Ley 1252 de 2008: Se dictan normas prohibitivas en materia ambiental, referentes a los residuos y desechos peligrosos y se dictan otras disposiciones.
- Ley 1322 de 2009: Autorización del servicio de auxiliar jurídico ad honorem.
- Ley 1236 de 2008: Modificaciones del Código Penal relativos a delitos de abuso sexual.
- Ley 1329 de 2009: Disposiciones para contrarrestar Ia explotación sexual comercial menores de edad.
- Ley 1551 de 2012: Modernizar la normativa relacionada con el régimen  municipal.
- Ley 1621 de 2013: Normas para fortalecer el marco jurídico que permite a los organismos que llevan a cabo actividades de inteligencia y contrainteligencia.

#### Posiciones políticas
Moreno Piraquive llamó la atención, en el Congreso colombiano, sobre las intenciones del gobierno nicaragüense de abrir una licitación para explorar petróleo en territorio colombiano.
Se opuso a la aprobación de iniciativas que reconozcan derechos patrimoniales y de seguridad social y a la adopción de niños por parte de las parejas homosexuales, argumenta que la familia debe ser conformada por un hombre y una mujer pues considera que proporciona mayor estabilidad psicoafectiva a los hijos.
Como senadora se mostró en contra de la reelección del presidente Álvaro Uribe Vélez.
Dio su negativa a la creación de más impuestos.
Esta en contra de la legalización del aborto en cualquier circunstancia. Plantea que se deben mejorar las condiciones sociales y de educación sexual para prevenir embarazos no deseados y combatir la violación. Además, que se deben utilizar todos los medios médicos para detectar y tratar embarazos de riesgo para evitar que lleguen a poner en riesgo la vida de las madres.
Está a favor de la legalización regulada del cultivo, procesamiento, comercialización y consumo de psicotrópicos (con limitaciones tipo Ley Antitabaco), como solución de fondo a los altos e infructuosos costos humanos, sociales, ambientales y financieros que implica la lucha antidrogas. La legalización regulada acabaría con el mercado negro y el consecuente dinero negro que genera el narcotráfico, en el que Colombia ha llevado la peor parte como lo son los numerosos muertos, la corrupción política y social, así como el daño ambiental.

### Gestión social
Ella es la fundadora de la Red de Sanción Social contra el abuso sexual infantil. Ha publicado dos libros acerca del tema: "Lo que debes saber sobre el abuso sexual infantil", una guía para los adultos para identificar los síntomas en la víctima y un libro de cuentos, "Los pequeños valientes", que se trata de una historia contada con lenguaje apto para niños, con el fin que ellos puedan denunciar al abusador a tiempo. Y es coautora del libro "Los niños del viento.", también para prevenir el abuso sexual infantil.
La Fundación Red de Sanción Social contra el Abuso Sexual Infantil, recibió el premio ORO FRIDA/eLAC 2010, por el uso innovador de TIC en prevención del abuso sexual infantil y la explotación sexual comercial de niños.
Tanto desde su fundación Red como desde su accionar político, promueve intensamente la educación para la prevención y el endurecimiento de la sanción, hasta llegar a la pena de muerte, para los delincuentes que cometen abuso sexual infantil a menor de 14 años de edad, así como de los agresores sexuales que violan personas menores de 21 años de edad.

### Carrera en los negocios
En abril de 2023 inaugura su cafetería y marca del grano Café Moreno (en honor a su padre), en junio de 2024 abre su primera sucursal.

## Publicaciones
Autora de los libros:
- Una Mirada al TLC: ¿preparados o Preocupados?;
- La letra menuda del TLC;[14]
- Lo que debes saber sobre el abuso sexual infantil;
- Los pequeños valientes.[12]

Coescritora de libro:
- Los niños del viento.

## Reconocimientos
- Premio al Mérito Ejecutivo en Boyacá.
- Orden Independencia Vallecaucana en Cali.
- En marzo de 2013 la revista Dinero la incluyó en el listado de las 50 mujeres más poderosas e influyentes de Colombia.[15]

## Familia
Hija de Luis Eduardo Moreno y María Luisa Piraquive, fundadores y dirigentes de la Iglesia Ministerial, con más detalles en el libro Vivencias. Entre sus hermanos se cuentan los pastores César Eduardo y Perla Moreno Piraquive; es prima-hermana del exmilitar y senador Manuel Virgüez Piraquive, del ex-viceministro de Trabajo de Panamá Darío Falcón Piraquive y del Concejal de Bogotá Samir Bedoya Piraquive. Moreno es madre de la modelo, cantautora y cineasta Lisa Marie Wills.